# Осіне Асіане Константин
Осіне Асіане Константин (7 липня 1986) — андоррський плавець.
Учасник Олімпійських Ігор 2004, 2008, 2012 років.